# جون هوتون (مصمم)
جون هوتون (بالإنجليزية: John Hutton)‏ هو مصمم أمريكي، ولد في 17 ديسمبر 1947 في هوليوك في الولايات المتحدة، وتوفي في 17 أغسطس 2006 في نيويورك في الولايات المتحدة.